# Csillag-völgy
Koordináták: é. sz. 47° 30′ 31″, k. h. 18° 58′ 27″47.508611°N 18.974167°E
A Csillag-völgy Budapest XII. kerületében található, a Széchenyi-hegy (korábban Sváb-hegy) oldalából északi irányba lefutó keskeny és meredek oldalú völgy, melyben a Csillagvölgyi út halad.

## Nevének eredete
A Csillag-völgy a mai nevét a Csillaghoz (németül zum Stern) nevű fogadóról kapta, ami a 18. század végétől működött a Béla király út 42. számú ház helyén.

## Fekvése

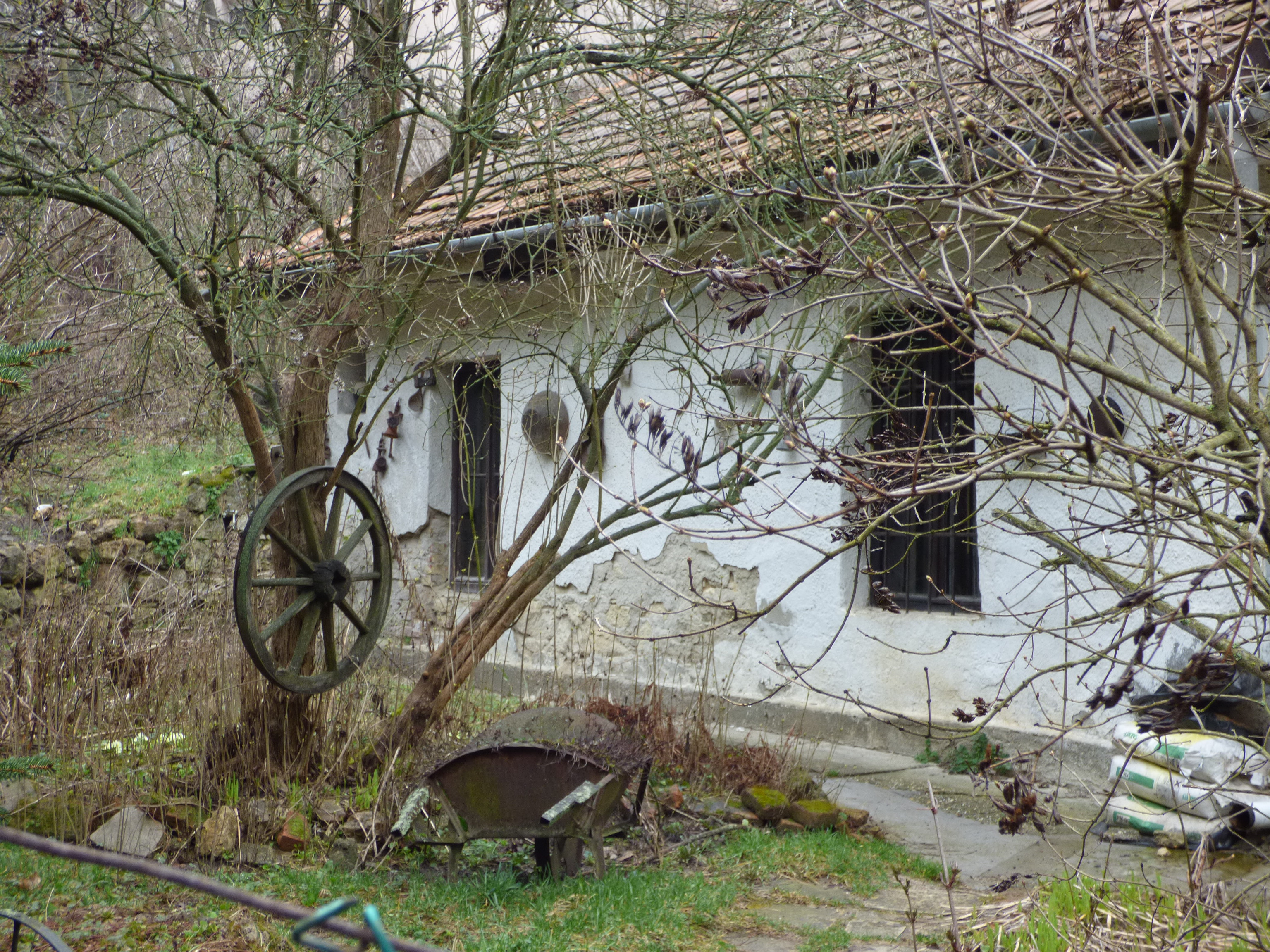
Régi ház a Csillagvölgyi úton

A völgy a Széchenyi-hegy tömbjében, a Normafa-lejtő közelében indul, és a Béla király útig tartó szakasza viseli ezt a nevet. Ezen a szakaszon kelet felől a 362 méter magas Hajnalos-hegy határolja – ennek gerincére kapaszkodik fel az Alkony út –, nyugat felől pedig a Tündér-hegy tömbjének egy hasonló magasságig emelkedő gerince választja el a vele csaknem párhuzamos, néhány száz mérettel nyugatabbra húzódó Harang-völgytől.
A völgy a Béla király úttól két iránytörés után a 349 méter magas Hunyad-orom és a 296 méter magas Csacsi-hegy között lefutó Csermely-völgyben folytatódik , ez utóbbiban a Csermely lépcső és a Csermely utca halad (amelyekről nevét kapta). Ez utóbbi völgy a Csermely utca és a Zugligeti út találkozásánál befogadja a Tündér-hegy és a Csacsi-hegy között húzódó Mária-völgyet – ami lényegében a Harang-völgy iránytöréses folytatása a Béla király útjától észak, majd kelet felé lefutva –, végül a Libegő alsó végállomásánál kiszélesedik és elveszti völgyjellegét.

## Megközelítése
A Csillag-völgy közösségi közlekedéssel legegyszerűbben a Széll Kálmán tértől a Zugligeti útig közlekedő 155-ös busszal közelíthető meg, annak a külső végállomást megelőző utolsó megállóhelye épp a Csillagvölgyi út és a Béla király út kereszteződésénél található. A völgy felsőbb szakaszai közösségi közlekedéssel nem érhetők el, csak hosszabb sétával közelíthetők meg az Istenhegyi út térségében közlekedő, illetve a Normafa térségét érintő járatoktól (21-es busz, Fogaskerekű, Gyermekvasút stb.).

## Kultúrtörténete

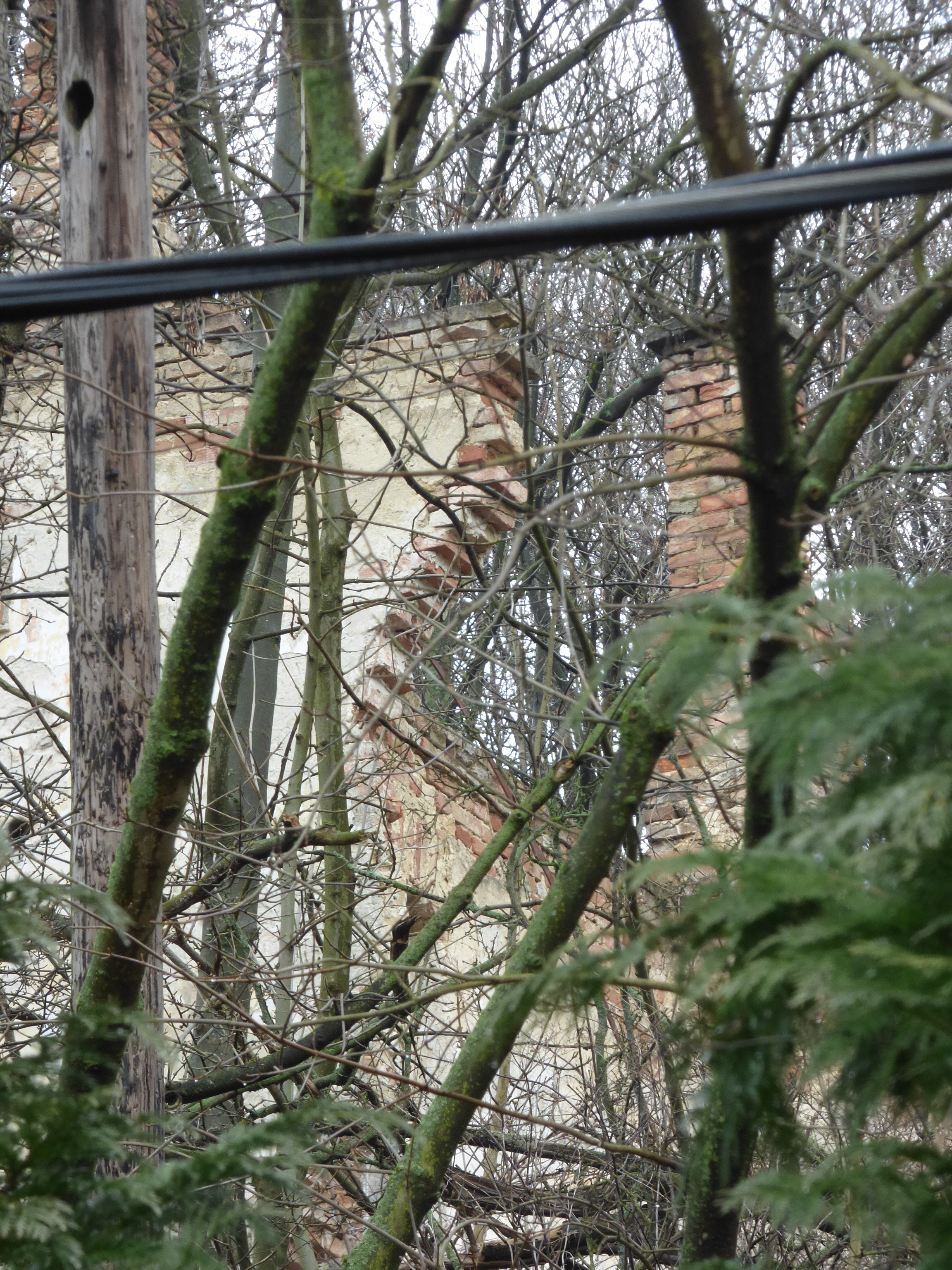
A Szép Svájciné fogadó falmaradványai

A Csillag-völgy az 1830-as évek körül Heinrich Ferenc, majd fia, Heinrich Ödön birtokát képezte. A család a völgyben – a mai Csillagvölgyi u. 4. szám alatti telken – bárki által pihenési célra kibérelhető nyaralókat emeltetett, és az így kialakuló telep központi épületének tetejére ismeretlen okból egy ezer akós (majdnem 51 ezer literes) hordót építtetett, bizonyára vendégcsalogató jelleggel (a 19. század végéig a Budai-hegység jelentős részén, így ezen a környéken is komoly bortermelés folyt, a filoxéravész idejéig). Nem tisztázott, hogy az építkezés megkezdése még Heinrich Ferenc nevéhez fűződik-e, vagy már Ödön kezdte azt meg, de a hordó a család sas-hegyi szőlészetéből került ide.
Egyes források szerint a hordót csak a szőlőművelés itteni megszűnése után alakították át lakássá, és ekkortól kezdték Diogenészre utalva Diogenész-falvának nevezni a Csillag-völgy alsó szakaszán épült, összesen hét házból álló épületegyüttest. Más, valószínűbb adat szerint a hordó már Heinrich Ödön életében ilyen funkciót töltött be, és a kortársai magát Heinrichet is Diogenész néven emlegették. A nyaralótelepet – amely a későbbiekben két házzal még tovább is bővült – Ödön 1870-es halála után két törvényes lányának családja, a Vajda- és a Hajnik-család örökölte, akik tovább üzemeltették a nyaralótelepet, kisebb fejlesztésekkel.
Diogenész-falva 1920 körül kezdett népszerűtlenné válni és lepusztulni, ezért az akkori tulajdonos a nyaralók iránti kellő érdeklődés híján szükséglakásokat alakított ki azokból, és a lakásokat az első világháborúban elszegényedett családoknak adta el. A főépület tetején állt hordót 1938-ban bontották le, Budaörsre szállították és visszaalakították eredeti funkciójára. Később tovább romlott a házak állapota – 1980-ban már csak hat ház állt a korábbi kilencből –, azóta pedig a telep összes épületét lebontották.
Az utca alsó részén kialakult kis telep házai egyébként a svájci falvak építkezési hagyományainak megfelelően épültek, emiatt hívták ezt a kis házcsoportot Svájci falunak is. A telep legelegánsabb épülete, a „Szép Svájciné” fogadó romos állapotban ugyan, de megérte a 20. század végét is; felmerült a műemlékké nyilváníttatásának terve, egy befektetői csoport az ezredforduló idején az újjáépítését is kilátásba helyezte, ma azonban az egykori látványosságnak már szintén csak csekély faltöredékei állnak.
A Csillagvölgyi út felső részén egy kisebb területet (2,41 hektár) 1995-ben helyi jelentőségű természetvédelmi területté nyilvánítottak (20/96/TT/95), ahogy a Csermely út 12. alatti „Rády-nyaraló” kertjét is (0,87 hektár, 20/44/TT/95).
A Csillag-völgy egyik kultúrtörténeti emléke még, hogy 1868 májusában a Budapesti Munkásegylet mintegy 200 tagja majálist tartott itt, ahová estefelé Jókai Mór is kilátogatott, akit egy dallal köszöntöttek a résztvevők.

## Érdekességek
Itt található egy nagy területű park a Béla király úton, amelyet még az 1950-es években alakítottak ki állami rezidenciák számára. A rendszerváltást követően Magyarország államfői közül többen is itt laktak.